# 庫達里
50°17′58″N 34°33′0″E / 50.29944°N 34.55000°E
庫達里（烏克蘭語：Кударі）是位於烏克蘭東北部的村莊，由蘇梅州奥赫蒂尔卡区的科米希市鎮負責管轄。該村距離小巴甫利夫卡1公里，海拔高度184米，2001年該村落人口18。